# William D. Kearfott
William D. Kearfott (né le 12 janvier 1864 dans le Comté de Berkeley (Virginie-Occidentale), mort le 12 novembre 1917) est un entomologiste américain.

## Biographie
Kearfott fait ses études dans les écoles primaires de Richmond et de Philadelphie. Au début de sa carrière d'ingénieur, il travaille à la Morton Poole Company et à l'International Navigation Company. Kearfott travaille essentiellement pour la Worthington Steam Pump Company et est considéré comme une autorité dans sa branche d'ingénierie.
Il est entomologiste amateur. Kearfott étudie les lépidoptères, en particulier les tortricidae, et constitue une grande collection.
Kearfott a une approche particulière pour nommer de nouvelles espèces, en utilisant une manière alphabétique très ordonnée, résultant en des noms spécifiques : bobana, cocana, dodana, etc. Les études et l'établissement des nouvelles espèces par Kearfott sont publiés dans des revues scientifiques largement diffusées. Cependant, ses pratiques de dénomination ne sont pas jugées appropriées par d'autres entomologistes, notamment Edward Meyrick. Meyrick rejette les noms de Kearfott et propose de nouveaux noms latins pour les remplacer. Cependant, comme les noms sont valides, cela conduit à la création de nombreux synonymes.
Sa collection de tortricidae est maintenant au musée américain d'histoire naturelle, tandis que sa collection de pyralidae fait partie de la collection William Barnes, à la Smithsonian Institution.

## Listes d'insectes décrits par Kearfott
- Acleris britannia (en)
- Acleris curvalana
- Acleris fragariana (en)
- Acleris semipurpurana (en)
- Aethes biscana (en)
- Aethes bomonana (en)
- Aethes obliquana (en)
- Aethes vachelliana (en)
- Anacampsis coverdalella (en)
- Anopina ednana (en)
- Anopina triangulana (en)
- Apotomops wellingtoniana (en)
- Archips mortuanus (en)
- Argyresthia alternatella (en)
- Argyresthia laricella (en)
- Argyrotaenia gogana (en)
- Argyrotaenia niscana (en)
- Argyrotaenia pinatubana (en)
- Argyrotaenia provana (en)
- Bondia comonana (en)
- Caloreas tacubayella (en)
- Cauchas dietziella (en)
- Chionodes terminimaculella (en)
- Clepsis listerana (en)
- Cochylis aurorana (en)
- Cochylis bana (en)
- Cochylis carmelana (en)
- Cochylis discana (en)
- Cochylis formonana (en)
- Cochylis hoffmanana (en)
- Cochylis hollandana (en)
- Cochylis maiana (en)
- Cochylis viscana (en)
- Cochylis voxcana (en)
- Coleophora arizoniella (en)
- Coleophora elaeagnisella (en)
- Coleotechnites coniferella (en)
- Coleotechnites gibsonella (en)
- Coleotechnites juniperella (en)
- Coleotechnites piceaella (en)
- Coleotechnites thujaella (en)
- Chrysoesthia versicolorella (en)
- Crambus cockleellus (en)
- Crambus youngellus (en)
- Cydia piperana (en)
- Eoreuma multipunctellus (en)
- Epermenia cicutaella (en)
- Eucosma cocana (en)
- Eucosma essexana (en)
- Eucosma floridana (en)
- Eucosma sombreana (en)
- Eucosma sonomana (en)
- Fissicrambus intermedius (en)
- Gnorimoschema busckiella (en)
- Gonioterma chlorina (en)
- Gynnidomorpha romonana (en)
- Gypsonoma haimbachiana (en)
- Hemiplatytes parallela (en)
- Henricus contrastana (en)
- Henricus fuscodorsana (en)
- Henricus umbrabasana (en)
- Lampronia taylorella (en)
- Lipocosma adelalis (en)
- Mesolia baboquivariella (en)
- Mesolia huachucaella (en)
- Mesolia oraculella (en)
- Metathrinca tsugensis (en)
- Microcrambus polingi (en)
- Ochromolopis ramapoella
- Pandemis canadana (en)
- Pandemis pyrusana (en)
- Paralobesia liriodendrana (en)
- Paraplatyptilia carolina (en)
- Pediasia dorsipunctella (en)
- Phalonidia basiochreana (en)
- Phalonidia elderana (en)
- Phtheochroa cartwrightana (en)
- Phtheochroa huachucana (en)
- Phtheochroa pecosana (en)
- Phtheochroa riscana (en)
- Phtheochroa waracana (en)
- Prionapteryx indentella (en)
- Prionapteryx santella (en)
- Prionapteryx serpentella (en)
- Prionapteryx yavapai (en)
- Prochoreutis dyarella (en)
- Prolita invariabilis (en)
- Proteoteras naracana (en)
- Proteoteras willingana (en)
- Saphenista nomonana (en)
- Scrobipalpula artemisiella (en)
- Sparganothis bistriata (en)
- Sparganothis chambersana (en)
- Sparganothis karacana (en)
- Sparganothis lycopodiana (en)
- Sparganothis saracana (en)
- Sparganothis taracana (en)
- Sparganothis tristriata (en)
- Sparganothis vocaridorsana (en)
- Stigmella slingerlandella (en)
- Tebenna carduiella (en)
- Tebenna gnaphaliella (en)
- Thaumatopsis atomosella (en)
- Thaumatopsis crenulatella (en)
- Thaumatopsis fernaldella (en)